# یواس‌اس ال-۱۰ (اس‌اس-۵۰)
یواس‌اس ال-۱۰ (اس‌اس-۵۰) (به انگلیسی: USS L-10 (SS-50)) یک زیردریایی بود که طول آن ۱۶۷ فوت ۵ اینچ (۵۱٫۰۳ متر) بود. این زیردریایی در سال ۱۹۱۶ ساخته شد.